# Hamza Kaabeche
Pas d'image ? Cliquez ici

a Compétitions nationales et continentales officielles uniquement.

Dernière mise à jour le 16 septembre 2022.
Hamza Kaabeche, né le 23 septembre 1996 à Bourg-en-Bresse, est un joueur franco-algérien de rugby à XV qui évolue au poste de pilier au Lyon OU.
Il remporte le Challenge européen avec le Lyon OU en 2022.

## Biographie
Né à Bourg-en-Bresse le jeune Hamza s'essaya d'abord au judo avant de passer au rugby dans le club local.
Pilier moderne rapide et puissant capable de jouer à gauche et à droite. À l'aise ballon en mains, il est déjà auteur de deux essais depuis le début de la saison 2019-2020.

## Palmarès
- Vainqueur du Challenge Cup en 2022 avec le Lyon OU.
- Finaliste de la Challenge Cup en 2025 avec le Lyon OU.